# 中国民主建国会广东省委员会
中国民主建国会广东省委员会，简称民建广东省委、广东民建，是中国民主建国会在广东省的地方组织。